# Raymonde Guyot
Raymonde Guyot (4 gennaio 1935 – Chailles, 18 marzo 2021) è stata una montatrice francese.
Ha vinto due volte il Premio César per il miglior montaggio nel 1979 e nel 1986.

## Filmografia
- I primi turbamenti (Faustine et le bel été), regia di Nina Companeez (1972)
- Amici miei in campagna (Le Trèfle à cinq feuilles), regia di Edmond Freess (1972)
- La femme en bleu, regia di Michel Deville (1973)
- Colinot l'alzasottane (L'Histoire très bonne et très joyeuse de Colinot trousse-chemise), regia di Nina Companeez (1973)
- Il montone infuriato (Le Mouton enragé), regia di Michel Deville (1974)
- Les Noces de porcelaine, regia di Roger Coggio (1975)
- L'Apprenti salaud, regia di Michel Deville (1977)
- Dossier 51 (Le Dossier 51), regia di Michel Deville (1978)
- Il mio socio (L'Associé), regia di René Gainville (1979)
- Un dolce viaggio (Le Voyage en douce), regia di Michel Deville (1980)
- Les Fourberies de Scapin, regia di Roger Coggio (1981)
- Acque profonde (Eaux profondes), regia di Michel Deville (1981)
- Le Bourgeois gentilhomme, regia di Roger Coggio (1982)
- La Petite Bande, regia di Michel Deville (1983)
- Charlots connection, regia di Jean Couturier (1984)
- Pericolo nella dimora (Péril en la demeure), regia di Michel Deville (1985)
- Le Paltoquet, regia di Michel Deville (1986)
- Innocenza e malizia (Le Grand chemin), regia di Jean-Loup Hubert (1987)
- La lettrice (La Lectrice), regia di Michel Deville (1988)
- La Baule-les-Pins, regia di Diane Kurys (1990)
- Notte d'estate in città (Nuit d'été en ville), regia di Michel Deville (1990)
- La Contre-allée, regia di Isabel Sebastian (1991)
- La Reine blanche, regia di Jean-Loup Hubert (1991)
- Marbel (Toutes peines confondues), regia di Michel Deville (1992)
- À cause d'elle, regia di Jean-Loup Hubert (1993)
- Aux petits bonheurs, regia di Michel Deville (1994)
- Rosine, regia di Christine Carrière (1994)
- La Divine Poursuite, regia di Michel Deville (1997)
- Qui plume la lune?, regia di Christine Carrière (1999)

## Riconoscimenti
Premi
- 1979: Premio César per il miglior montaggio Dossier 51 (Le Dossier 51)
- 1986: Premio César per il miglior montaggio Pericolo nella dimora (Péril en la demeure)

Nomination
- 1988: Nomination per il premio César per il miglior montaggio Innocenza e malizia (Le Grand chemin)
- 1989: Nomination per il premio César per il miglior montaggio La lettrice (La Lectrice)